# David Guiraud (homme politique)
Pour les articles homonymes, voir Guiraud et David Guiraud.
David Guiraud, né le 18 novembre 1992 à Paris, est un homme politique français.
Membre de La France insoumise, il est élu député dans la 8e circonscription du Nord lors des élections législatives de 2022 sous l'étiquette de la NUPES et réélu en 2024 sous celle du Nouveau Front populaire. Il se prépare à être candidat à la mairie de Roubaix lors des élections municipales de 2026.

## Biographie
Né à Paris, David Guiraud passe sa jeunesse dans le département de la Seine Saint-Denis. Il est le fils de Daniel Guiraud, ancien maire socialiste des Lilas, ancien président de Paris Métropole et conseiller départemental de Seine-Saint-Denis.
Il est formé au militantisme du temps de ses études en histoire et en sciences politiques. Pendant la campagne présidentielle de 2012, il milite pour le candidat du Front de gauche, Jean-Luc Mélenchon. Il est impliqué dans les mobilisations estudiantines, les assemblées générales (AG) et fait ses premières banderoles avec Antoine Léaument.
Il rencontre alors Éric Coquerel dont il devient un proche : « Avec lui, je suis passé des rassemblements avec 800 étudiants aux piquets de grève de travailleurs sans papiers à 6h du matin à l’autre bout de Paris avec dix personnes. » Il est à partir de 2017 collaborateur parlementaire de ce dernier, élu député LFI de Seine-Saint-Denis.
Il est présenté par les médias comme un habitué des plateaux de télévision,.
Porte-parole « jeunesse » de La France insoumise, il est candidat dans la huitième circonscription du Nord sous l'étiquette LFI-NUPES lors des élections législatives de 2022. Arrivé en tête au premier tour contre la candidate LREM Catherine Osson, il est élu député au second tour avec 59,94 % des suffrages exprimés (12 585 voix sur 68 616 inscrits soit 18,34 % des inscrits),. Il devient membre de la commission des Finances de l'Assemblée nationale.
Lors des élections législatives anticipées de 2024, David Guiraud est investi dans la même circonscription par le Nouveau Front populaire. Il est réélu au second tour avec 64,32 % des voix face au candidat du Rassemblement national. Il arrive en tête dans les bureaux de vote de Roubaix mais est devancé à Wattrelos.
En octobre 2024, il annonce être candidat à la mairie de Roubaix dans la perspective des élections municipales de 2026,.

## Prises de position et polémiques

### Accusations de complaisance envers l'islam radical
David Guiraud fait régulièrement l'objet de critiques de la part de médias tels que CNews ou BFM TV, pour des propos jugés complaisants envers l'islam radical, ou visant à minimiser ce phénomène,. Il est notamment critiqué en janvier 2022, lorsqu'il réagit à l'émission « Zone interdite » sur l’islamisme à Roubaix qu'il qualifie de « journalisme de caniveau »,,, ou encore en août de la même année au sujet de l'expulsion de l'imam salafiste Hassan Iquioussen, qu’il qualifie de « dévoiement de l'État de droit »,. Francilien, le militant de LFI a été « parachuté » à Roubaix pour y remporter les législatives en 2022, et, selon Le Point, dénoncer une « islamophobie » lui a permis d'obtenir le soutien d'une partie de la ville, qui comporte une « importante communauté musulmane »,,.
En juillet 2024, la présidente du groupe Rassemblement national à l'Assemblée nationale Marine Le Pen l'accuse d'avoir justifié le port du hidjab par les fillettes en citant des propos tenus trois ans plus tôt par David Guiraud qui contestait une loi interdisant l’ensemble des signes religieux concernant les enfants.
Début 2025, dans la perspective des élections municipales de 2026 pour lesquelles David Guiraud s'est déclaré quelques mois plus tôt candidat à Roubaix, une figure de l'opposition locale déclare « Il est prêt à tout pour se faire élire. C'est un opportuniste comme j'en ai rarement vu », le comparant à un « grand mufti » chargé de « défendre la  oumma »[Qui ?]. Dans une ville comptant une importante communauté musulmane et où les taux d'abstention dépassent 50 % à chaque élection, le candidat de LFI compterait, selon un élu local socialiste[Qui ?], sur « les prêcheurs islamistes locaux sulfureux » et « rigoristes » pour convaincre les abstentionnistes de voter pour lui[Information douteuse]. Son plus sérieux adversaire à la mairie de Roubaix Karim Amrouni, de confession musulmane, dénonce la stratégie de victimisation des musulmans de David Guiraud et son manque de légitimité pour parler en leur nom,[non pertinent].

### Émeutes de 2023
Après les émeutes consécutives à la mort de Nahel Merzouk et alors que Jean-Luc Mélenchon en appelle à la justice plutôt qu'au calme, David Guiraud renchérit en affirmant que « ce sont les policiers qui doivent se calmer. […] Moi, je n'appelle pas au calme, j'appelle à la justice. » Ces refus de plusieurs personnalités LFI d’appeler au calme déclenchent des critiques au sein de la NUPES, et suscitent la colère de la majorité.

### Guerre à Gaza depuis 2023
En novembre 2023, après une conférence tenue à Tunis, il déclenche une tempête politique,,. Il est « accusé de relativiser l’attaque du Hamas contre Israël en semblant établir un parallèle avec le massacre de Sabra et Chatila, au Liban en 1982 », dont il, selon certains journalistes, « attribue à tort la responsabilité directe à l'État hébreu », responsabilité en fait avérée,. David Guiraud est, parmi les députés insoumis, l'un des défenseurs les plus farouches de la cause palestinienne et l'un des plus sévères critiques d'Israël. Plusieurs élus ont annoncé saisir la justice. Par la suite, dans des messages sur Twitter, il reconnaît s'être trompé sur les événements de Sabra et Chatila et nie toute minimisation de l'attaque du 7 octobre. La LICRA annonce saisir sa commission juridique « au sujet des propos ignobles du député Guiraud, frappés au coin du négationnisme le plus crasse ». La députée Renaissance Violette Spillebout annonce avoir adressé une lettre au procureur de la république pour « négationnisme » et le député LR Meyer Habib annonce son intention de porter plainte pour , « apologie du terrorisme », et « incitation à la haine raciale »,, aucune poursuite n'est connue.
Au-delà de cette déclaration, la conférence a été marquée par plusieurs propos controversés, notamment une relecture historique rejetant l’idée d’un antisémitisme enraciné dans le monde arabo-musulman, et attribuant aux seuls pays occidentaux la responsabilité de l’antisémitisme historique. Guiraud a notamment affirmé que « l’antisémitisme est né en Europe » et que « dans les pays arabes, il n’y avait pas de problème juif ». Ces propos, appuyés par les interventions de la militante Rima Hassan et du modérateur Taha Bouhafs, ont été critiqués pour minimiser l’antisémitisme islamiste contemporain. Par ailleurs, les intervenants ont suggéré que la France projetait sur le conflit israélo-palestinien sa propre culpabilité liée à la Shoah, et qu’elle soutiendrait Israël par mauvaise conscience. Guiraud a évoqué un « transfert de responsabilité historique » et accusé les responsables politiques français d’adhérer à « la propagande d’un État colonial ».
En janvier 2024, Libération révèle que, « comme beaucoup de jeunes des années 90, David Guiraud s'est intéressé au conflit israélo-palestinien à travers les vidéos de Dieudonné et d'Alain Soral, antisémites à l'audience massive dans les années 2000 et 2010 ». Guiraud confirme en expliquant que, selon lui, ils étaient « les seuls à prendre à bras-le-corps ce sujet ». En mars 2025, il accuse le journal d'avoir déformé ses propos pour le « clouer au piloris » et ce, même après plusieurs reformulations. Il affirme avoir « combattu ces idées durant sa jeunesse ».